# Kuku
Kuku (Gougou, Googoo, Gugu, Ku Ku, Kuhkw), kod Indijanaca Malecite, Passamaquoddy i Micmac ( Mi'kmaq), Kuku ili Gougou vrsta je diva Ljudoždera, koji se obično (ali ne uvijek) opisuje kao žena. Gougou je toliko ogromna da ljude koje uhvati nosi u torbi preko ramena kao što lovci nose zečeve. Ime Kuku kod Mi'kmaqa možda potječe od njihove riječi za "potres", kiwkw, budući da je toliko velika da joj koraci tresu zemlju. Prema nekim legendama, Gougou je morsko čudovište prekriveno ljuskama koje uglavnom lovi ljude koji veslaju kanuima ili šetaju plažom. U drugim legendama, Gougou živi u planinama i često ga se zamjenjuje sa stijenom dok ne bude prekasno.